# Rue de l'Ancien-Évêché
La rue de l'Ancien-Évêché est une voie du centre-ville de la commune de France de Laval, en France.

## Situation et accès
Elle relie la rue de Vaufleury à la place Hardy-de-Lévaré.

## Historique
La rue de l'Ancien-Évêché se trouve à l'extérieur des remparts de Laval. Elle forme approximativement la limite ouest d'un champ de foire apparu au XIIIe siècle, et qui s'étendait jusqu'à la rue Saint-Mathurin. Cet espace accueillait aussi un tribunal, mais il est détruit pendant la Guerre de Cent Ans, et les activités commerciales sont relocalisées dans de la ville close au XVe siècle, sur l'actuelle place de la Trémoille.
Le champ de foire est alors vendu en parcelles qui sont progressivement construites. Son contour reste néanmoins visible, et il correspond aujourd'hui au carré compris entre la rue du Marchis au sud, la rue Saint-Mathurin à l'est, la rue Marmoreau au nord et la rue de l'Ancien-Évêché à l'ouest.
Au XVIIe siècle, les environs de la place du Gast deviennent la résidence de l'élite locale, et la rue de l'Ancien-Évêché accueille plusieurs maisons de notables.
La rue a changé de nom plusieurs fois. D'abord appelée « rue du Marchis », elle devient « rue de l'Évêché » après la construction du palais épiscopal en 1861. Ensuite, l'évêque déménage rue du Cardinal-Suhard en 1908, et la rue devient « rue de l'Ancien-Évêché ». L'actuelle rue du Marchis, d'abord dénommée « chemin du champ de foire », a repris le nom originel de la rue de l'Ancien-Évêché.

## Bâtiments remarquables et lieux de mémoire
- L'hôtel Leclerc des Gaudesches, au numéro 10, construit en 1727.
- l'ancien évêché, au numéro 12, construit de 1856 à 1861, après la création du diocèse de Laval en 1855. Son aspect extérieur a été inspiré par l'hôtel Matignon de Paris.